# Stenhomalus muneaka
Stenhomalus muneaka là một loài bọ cánh cứng trong họ Cerambycidae.